# United States Merchant Marine

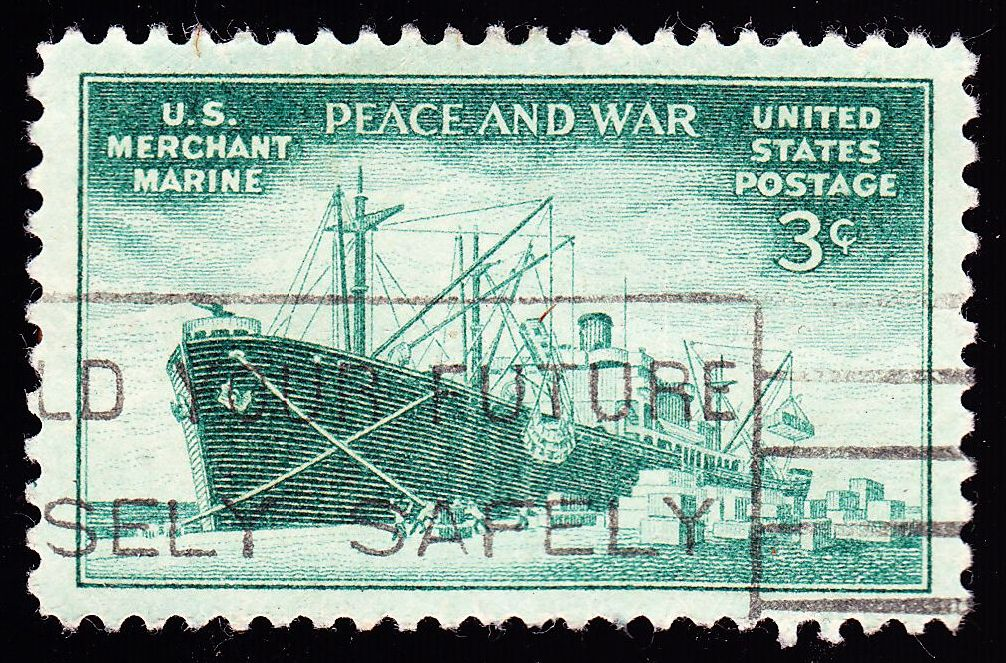
Timbre postal de 1946.

L'United States Merchant Marine est la marine marchande des États-Unis c'est-à-dire la flotte de navires marchands civils opérés par le secteur privé ou par le gouvernement fédéral américain. En temps de paix, cette flotte transporte le fret ou des passagers mais en temps de guerre, elle devient une flotte auxiliaire de l'United States Navy et peut à ce titre être amené à transporter des troupes ou de l'approvisionnement pour les forces armées américaines.   
La marine marchande américaine est un auxiliaire civile de l'US Navy, mais n'est pas un uniformed service (comme le sont les 6 armes des forces armées - depuis 2019 -, le corps de santé ou celui de la météo) sauf en temps de guerre, en accord avec le Merchant Marine Act de 1936, les marins sont considérés comme du personnel militaire. En 1988, le président Ronald Reagan signa une loi donnant aux anciens de la marine marchande qui ont servi durant la guerre le statut de vétéran, auparavant ils étaient considérés comme de simples civils et ne recevaient aucun des avantages accordés aux anciens combattants.  
Au cours des XIXe et XXe siècles, de nombreuses lois furent adoptées qui modifièrent profondément le commerce maritime américain. Ces lois mirent fin à des pratiques telles que la flagellation ou le shangaïage et accrurent la sécurité à bord et le confort des marins. La marine marchande américaine respecte également plusieurs conventions internationales pour promouvoir la sécurité et prévenir la pollution.
Le gouvernement fédéral maintient des flottes de navires marchands via des structures telles que le Military Sealift Command et la National Defense Reserve Fleet. En 2004, le gouvernement fédéral américain employait environ 5 % de tous les marins de commerce américains. 
En 2006, la flotte marchande américaine comptait 465 navires avec environ 69 000 marins. 700 navires propriété américaine mais enregistrés sous un pavillon étranger ne sont pas compris dans ce chiffre.
Au 1er janvier 2013, la flotte sous pavillon américain totalisait 12,321 millions de tonnes de port en lourd et 3 452 navires.

## Source
- (en) Cet article est partiellement ou en totalité issu de l’article de Wikipédia en anglais intitulé « United States Merchant Marine » (voir la liste des auteurs).